# Olga Kurylenko

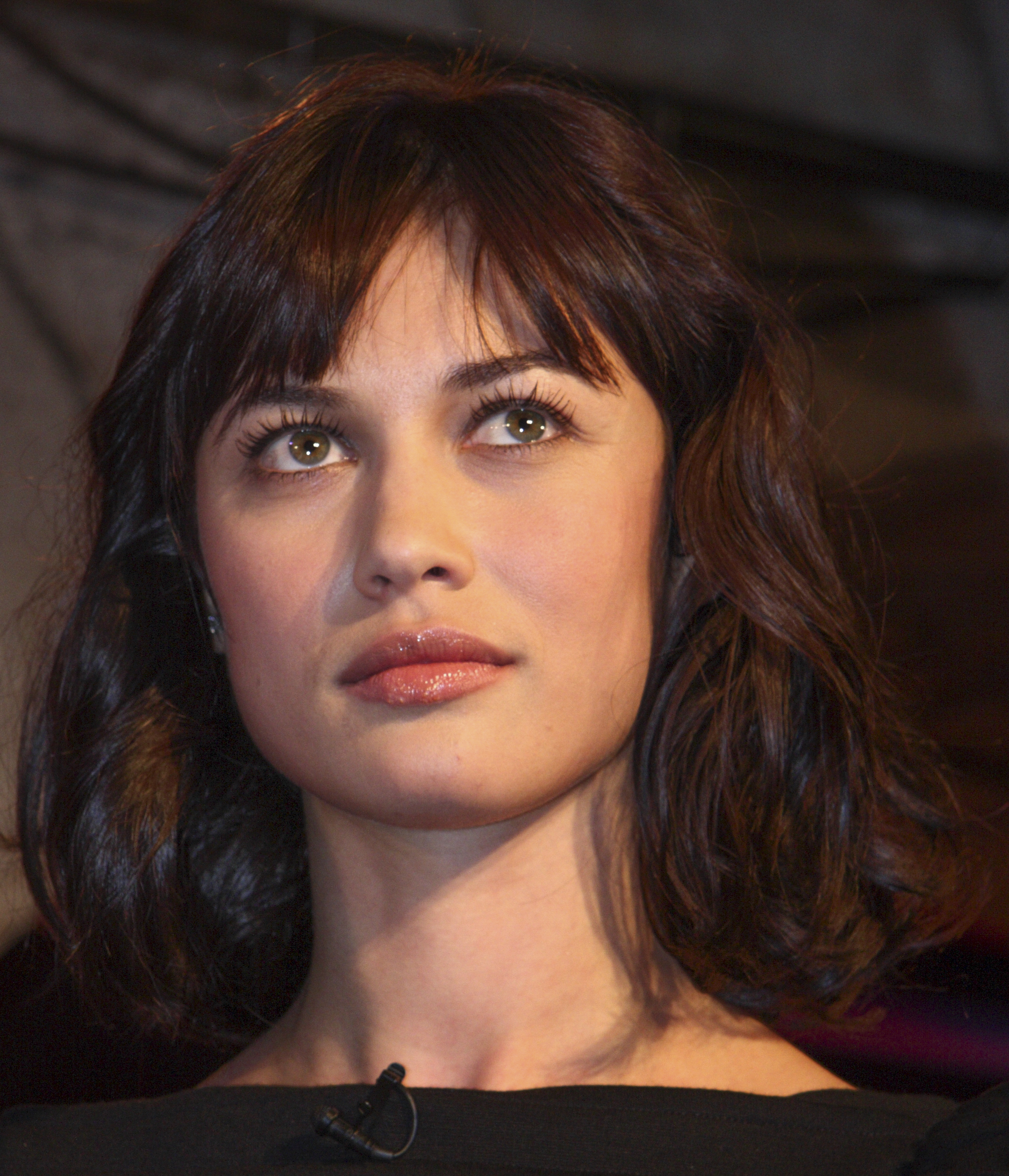
Olga Kurylenko (2008)

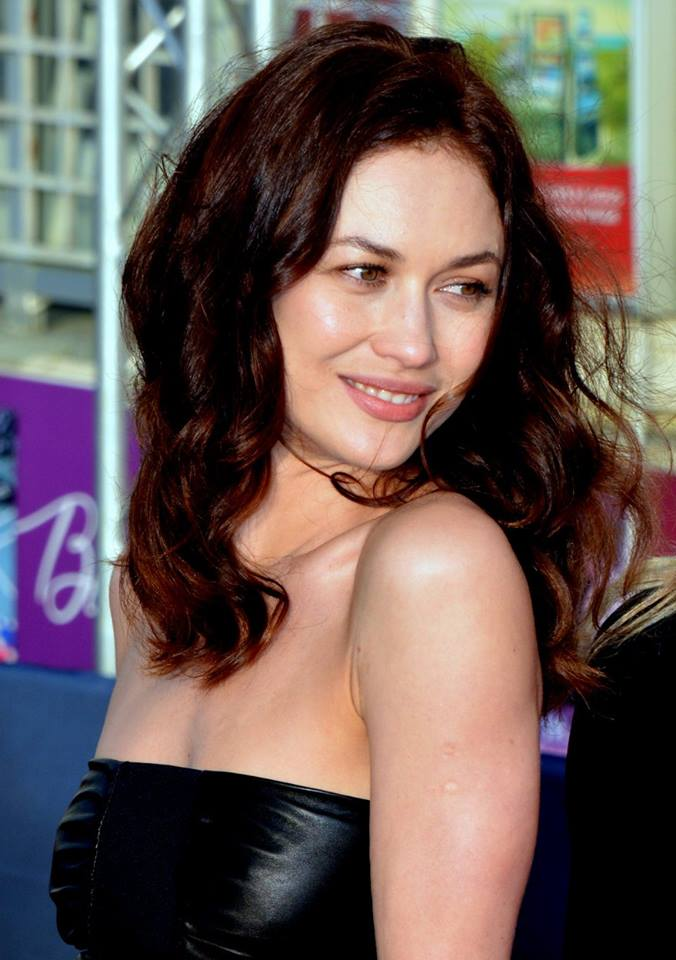
Olga Kurylenko (2018)

Olga Kurylenko (ukr. Ольга Костянтинівна Куриленко – Olha Kostiantyniwna Kuryłenko; ur. 14 listopada 1979 w Berdiańsku) – ukraińska modelka i aktorka. Od 2001 roku posiada także obywatelstwo francuskie.

## Życiorys

### Dzieciństwo
Olga Kurylenko urodziła się 14 listopada 1979 roku w Berdiańsku, w obwodzie zaporoskim, na terenie Ukrainy, będącej wówczas częścią ZSRR. Jej rodzicami są Marina Aliabyszewa, artystka i nauczycielka sztuki oraz Konstantyn Kuryłenko, nauczyciel. Gdy miała trzy lata, jej rodzice się rozwiedli. Matka wychowywała ją z pomocą babci, Raisy. Olga Kurylenko występowała w szkolnych przedstawieniach. Uczyła się gry na fortepianie i brała lekcje baletu, z którego musiała zrezygnować po potrąceniu przez samochód. Chodziła też na lekcje malarstwa i zajęcia w kółku dramatycznym.

### Kariera
W wieku 13 lat została zauważona w moskiewskim metrze przez przedstawicielkę agencji modelek, lecz była jeszcze zbyt młoda. Dwa lata później pojechała do Moskwy na casting i kurs modelingu. Na krótko wróciła do Berdiańska i po skończeniu szkoły podjęła pracę jako modelka w Moskwie.
Po przyjeździe do Paryża w 1996 roku, w ciągu sześciu miesięcy nauczyła się języka francuskiego i  podpisała kontrakt z agencją Madison.
Pojawiała się na okładkach magazynów modowych, m.in. Elle, Vogue i Marie Claire. Brała też udział w kampaniach reklamowych takich marek jak Helena Rubinstein i Clarins. 
Pracę modelki łączyła z uczęszczaniem na lekcje aktorstwa.
W 2001 roku wystąpiła w jednym odcinku serialu Largo. W 2003 pojawiła się w teledysku Seala Love's Divine.
Od 2005 roku gra w filmach (początkowo głównie francuskich).
Za rolę w swoim pierwszym filmie L'annulaire zdobyła nagrodę Brooklyn International Film Festival dla najlepszej aktorki.
Przełomem w jej karierze była rola we francuskim thrillerze W skórze węża z 2006 roku.
W roku 2007 wystąpiła u boku amerykańskiego aktora Timothy’ego Olyphanta w filmie Hitman, będącym ekranizacją serii gier komputerowych pod tym samym tytułem.
W  2008 roku zagrała w 22. części filmu o przygodach Jamesa Bonda pod tytułem 007 Quantum of Solace. Za postać Camille została nominowana do nagród Saturn, Empire Awards i Golden Schmoes Awards.
Użyczyła również swojego wizerunku i głosu do gry komputerowej Quantum of Solace opartej na filmie.
Już na początku kariery filmowej aktorka zaangażowała się w działalność dobroczynną, wykorzystując swoją rozpoznawalność.
W filmie Znieważona ziemia, oprócz występowania przed kamerą, pełniła również funkcję producenta wykonawczego.
W 2013 roku Olga Kurylenko wcieliła się w Julię w filmie Niepamięć, który uważa za jeden z najważniejszych w swojej karierze.
W 2021 roku wystąpiła w filmie Czarna Wdowa jako Antonia / Taskmaster.

## Życie prywatne
W latach 2000–2004 była żoną francuskiego fotografa Cedrica van Mola. Ponownie wyszła za mąż w 2006 roku za przedsiębiorcę Damiana Gabrielle'a. Drugie małżeństwo aktorki przetrwało tylko rok i zakończyło się rozwodem w 2007 roku.
W 2009 roku przeprowadziła się do Londynu.
3 października 2015 roku urodziła Alexandra Maxa Horatia; ojcem dziecka jest dziennikarz i były aktor Max Benitz, ówczesny partner aktorki. 

## Filmografia
- Largo (Largo Winch, 2001, serial) jako Carole
- L’Annulaire (2005) jako Iris
- W skórze węża (Le Serpent, 2006) jako Sofia
- Le porte-bonheur (2006) jako Sophia
- Zakochany Paryż (Paris, je t’aime, 2006) jako Wampirzyca
- Hitman (2007) jako Nika
- Suspectes (2007, serial) jako Eva Pirès
- À l'est de moi (2008) jako Rosyjska prostytutka
- 007 Quantum of Solace (2008) jako Camille
- Max Payne (2008) jako Natasha
- Kirot: Cena wolności (Kirot, 2009) jako Galia
- Tyranny (2010, serial) jako Mina Harud
- Centurion (2010) jako Etain
- Gdy budzą się demony (There Be Dragons, 2011) jako Ildiko
- Znieważona ziemia (La Terre outragée, 2011) jako Ania
- 7 psychopatów (Seven Psychopaths, 2012) jako Angela
- Wątpliwości (To the Wonder, 2012) jako Marina
- Wrobiony (Erased, 2012) jako Anna Brandt
- Miasto cudów (Magic City, 2012–2013) jako Vera Evans
- Niepamięć (Oblivion, 2013) jako Julia
- Akademia wampirów (Vampire Academy, 2014) jako dyrektorka akademii Ellen Kirova
- November Man (2014) jako Alice Fournier / Mira Filipova
- Źródło nadziei (2014) jako Ayshe
- Cudowny dzień (A Perfect Day, 2015) jako Katya
- Momentum (2015) jako Alex Farraday
- La corrispondenza (2016) jako Amy Ryan
- Śmierć Stalina[18] (The Death of Stalin, 2017) jako Marija Judina
- Strzelaj i wiej (Gun Shy, 2017) jako Sheila
- Johnny English: Nokaut (Johnny English Strikes Again, 2018) jako Ophelia
- Kataklizm (Dans la brume, 2018) jako Anna
- Mara (2018) jako Kate
- Człowiek, który zabił Don Kichota[18] (The Man Who Killed Don Quixote, 2018) jako Jacqui
- Władca Paryża (L'Empereur De Paris, 2018) jako Baronowa
- L'intervention (2019) jako Jane Andersen
- Everything You Didn't Say (2019, krótkometrażowy) jako Reyes
- Pokój tajemnic (The Room, 2019) jako Kate
- Zabójcza przesyłka (The Courier, 2019) jako Kurierka
- Kod Dedala (Les traducteurs, 2019) jako Katerina Anisinova
- Zatoka zaginionych (The Bay of Silence, 2020) jako Rosalind
- Romance (2020, serial) jako Alice
- Wartownik (Sentinelle, 2021), jako Klara
- Czarna Wdowa (Black Widow, 2021) jako Antonia / Taskmaster[18]
- Uprowadzeni (Vanishing, 2021) jako Alice Launey
- Księżniczka (The Princess, 2022) jako Moira
- Reguły zabijania (White Elephant, 2022) jako Vanessa
- Zdrada (Treason, 2022, miniserial) jako Kara Yerzov
- High Heat (2022) jako Ana[18]
- Tyler Rake 2 (2023) jako Mia
- Fox Hunt (2023) jako Elsa
- Thunderbolts* (2025) jako Antonia Dreykov/Taskmaster

## Nagrody i nominacje
| Rok  | Nagroda                              | Kategoria                                                                         | Film                  | Rezultat  | Źródło |
| ---- | ------------------------------------ | --------------------------------------------------------------------------------- | --------------------- | --------- | ------ |
| 2005 | Brooklyn International Film Festival | Najlepsza aktorka                                                                 | L'Annulaire           | Wygrana   | [ 10 ] |
| 2008 | Saturn                               | Najlepsza aktorka drugoplanowa                                                    | 007 Quantum of Solace | Nominacja | [ 11 ] |
| 2008 | Golden Schmoes Awards                | Best T&A of the Year                                                              | 007 Quantum of Solace | Nominacja | [ 19 ] |
| 2009 | Empire Awards                        | Najlepsza aktorka                                                                 | 007 Quantum of Solace | Nominacja | [ 12 ] |
| 2012 | Boston Society of Film Critics Award | Best Ensemble Cast.                                                               | 7 psychopatów         | Wygrana   | [ 20 ] |
| 2012 | San Diego Film Critics Society Award | Best Ensemble Performance                                                         | 7 psychopatów         | Nominacja | [ 21 ] |
| 2013 | Alliance of Women Film Journalists   | Most Egregious Age Difference Between the Leading Man and the Love Interest Award | Niepamięć             | Nominacja | [ 22 ] |